# مالا رمتا (روستا)
مالا رمتا (به صربی: Mala Remeta) یک منطقهٔ مسکونی در صربستان است که در ناحیه سرم واقع شده‌است. مالا رمتا ۱۵۱ نفر جمعیت دارد.